# Tulasnella dissitispora
Tulasnella dissitispora är en svampart som beskrevs av P. Roberts 1994. Tulasnella dissitispora ingår i släktet Tulasnella och familjen Tulasnellaceae.   Inga underarter finns listade i Catalogue of Life.